# Schlesisches Wappenbuch
Das Schlesische Wappenbuch von Alfred Schellenberg ist ein im Jahr 1938 veröffentlichtes Wappenbuch, das über 900 Wappen, dazu über 100 Hausmarken enthält.
Es entstand nach Schellenbergs jahrelangem Studium von Adels- und Wappenbriefen, Wappenbüchern, Urkundensiegeln, Bauwerken, Denkmälern, Epitaphien, Totenschilden und Buchmarken.
Besonderen Einfluss fanden auch das Scharffenbergsche Wappenbuch und der Codex Saurma, des Weiteren die Wappenbücher von Leonhard Dorst, Konrad Blažek, Alfred von Krane und Johann Sinapius.

## Inhalt
Auf eine Einführung folgen 28 farbige und 8 schwarz-weiße Wappentafeln (mit je 24 bzw. fünfmal 42 und einmalig 99 Wappen, Hausmarken, Schriftzeichen, Steinmetzzeichen, Siegeln etc.).
Die Wappen sind nicht alphabetisch angeordnet, sondern nach Bildelementen, wodurch Wappenähnlichkeiten verwandter Familien hervorgehoben werden. Im Gegensatz zu vorherigen heraldischen Werken über Schlesien, berücksichtigt Schellenbergs Schlesisches Wappenbuch, insbesondere auch die bürgerliche Heraldik Schlesiens.
Einige Wappen gehen nur auf Epitaphien zurück, auf denen sie abgebildet sind bzw. waren. In Einzelfällen war die Farbgebung nicht mehr eindeutig feststellbar, wenn sich ursprünglich blaue Farbgebung im Laufe der Zeit tiefschwarz, seltener auch schmutzgrün verfärbt hatte. Auch Übermalungen der Epitaphien kamen vor.
Schellenberg zufolge gibt es in Schlesien bürgerliche Siegel in Form von Hausmarken seit der Mitte des 14. Jahrhunderts, sehr wenige bürgerliche Wappen auch zuvor.
Die Breslauer Ratsherren bzw. Patrizier führten bis ins 15. Jahrhundert Hausmarken und seit Ende des Jahrhunderts stattdessen eher adelstypische Wappen mit Helm und Decken. Im 16. Jahrhundert erschienen äußerst viele bürgerliche Wappen, die jeweils wohl nicht von einem Landesherren oder Pfalzgrafen verliehen worden waren.
Zwar sind im Schlesischen Wappenbuch die äußerst zahlreichen Hausmarken, Steinmetzzeichen etc. des Oberglogauer Schlossarchivs nicht enthalten, so ist das Schlesische Wappenbuch nach Einschätzung Karl Bruchmanns doch wegen der Fülle derartiger Darstellungen, zumindest bis zum Erscheinungszeitpunkt, einzigartig.
Nach den Wappentafeln folgen in alphabetischer Reihenfolge Inhalte zu den jeweiligen Familien, besonders zu den Breslauer Patrizierfamilien. Das Buch schließt mit einem Namensregister der dargestellten Familien.
Ursprünglich sollte in weiteren Bänden das gesamte schlesische Gebiet, über die Grenzen der Provinz Schlesien hinaus, berücksichtigt werden. Schellenberg formulierte das Ziel „Große Schlesische Wappenrolle“ und stellte im Schlusswort der Einführung mehrere Bände, je nach den Verkaufszahlen des ersten Bandes in Aussicht. Ausschlaggebendes Hindernis für weitere Bände könnte auch der Ausbruch des Zweiten Weltkriegs im Folgejahr der Veröffentlichung gewesen sein.

## Ausgabe
- Alfred Schellenberg: Schlesisches Wappenbuch (= Bücherei deutscher Sippenwappen und Hausmarken in Städten und Landschaften. Band 2). Band 1 [mehr nicht erschienen]. Mit Zeichnungen von Gerhard Kunth und Fritz Kirmis. Verlag für Sippenforschung und Wappenkunde C. A. Starke, Görlitz 1938 (XII S., 36 Tafeln, 168 Sp.; Scan [One-page-view mit doppelseitiger Darstellung] – Internet Archive).